# Corrado Orrico
Corrado Orrico (Massa, 16 aprile 1940) è un allenatore di calcio italiano.

## Carriera

### Giocatore
Orrico ha giocato dal 1959 al 1969 nella Sarzanese nelle serie dilettantistiche.

### Allenatore

#### Le esperienze tra i dilettanti e i semiprofessionisti
Orrico iniziò la sua carriera di allenatore appena ventiseienne, sulla panchina della Sarzanese, squadra di cui era allora anche giocatore e capitano, con la quale ottenne nel 1967 una promozione in Serie D. Sempre con i rossoneri, sfiorò la promozione in C al termine del campionato 1968-69, perdendo lo spareggio con la Lucchese: tale partita, giocata a Livorno, fu anche la sua ultima gara come giocatore, con la maglia numero 8, ma non la concluse perché si infortunò e dovette lasciare anzitempo il terreno di gioco senza essere sostituito (allora i regolamenti non lo consentivano).
Al termine di quella stagione passò alla Carrarese, squadra che, nel corso della sua carriera, allenò per tredici stagioni in sette diverse occasioni; proprio durante la sua prima esperienza del 1969 ideò un metodo d'allenamento basato sull'uso della gabbia e che poi introdusse in quasi tutti i club per i quali lavorò. Dopo un anno a Carrara, passò alla Massese e poi al Camaiore.

Orrico durante un allenamento della Carrarese nei primi anni 1980

Fu in seguito al suo ritorno alla guida della Carrarese, che portò prima in Serie C2 al termine del campionato 1977-1978 e poi agli spareggi per la promozione in Serie C1 l'anno successivo, che la sua popolarità crebbe. Nel 1979 passò dunque all'Udinese, in Serie A, venendo però esonerato dopo ventidue gare. Nell'estate 1980 iniziò la stagione con il Lanerossi Vicenza, ma abbandonò quasi subito la squadra per divergenze con la dirigenza. Fece così ritorno a Carrara, dove conquistò la C1 nel 1982. Sempre in C allenò anche Brescia e Prato, inframmezzate da ritorni alla Carrarese. Nel 1988 allenò la Lucchese, portata in Serie B nel 1990-1991.

#### La stagione all'Inter
Nell'estate del 1991 Orrico fu scelto dal presidente dell'Inter Ernesto Pellegrini per sostituire Giovanni Trapattoni nella stagione 1991-1992. Orrico era visto come la risposta interista ad Arrigo Sacchi, «ma con uno stipendio da operaio specializzato, per sentirmi in sintonia col partito che ho sempre votato», com'ebbe a precisare lo stesso tecnico massese.
Convinto sostenitore del modulo a zona – sebbene non disdegnasse soluzioni alternative –, tentò di applicarlo anche all'Inter. Il cammino in Coppa UEFA si fermò nel primo turno, dopo l'eliminazione a opera del Boavista (l'Inter era la squadra detentrice del trofeo). Dopo la sconfitta per 1-0 subita dall'Atalanta nell'ultima gara d'andata del campionato 1991-1992, Orrico rassegnò le dimissioni e fu sostituito da Luis Suárez. I risultati inferiori alle attese furono riconducibili, secondo alcune interpretazioni, a una scarsa adattabilità della squadra alla difesa a zona (chiave di lettura, questa, che Orrico non condivise).
In quell'anno l'Inter non riuscì a centrare la qualificazione alle coppe europee, piazzandosi all'ottavo posto in campionato.

#### Le esperienze successive
Nel 1992 tornò alla Lucchese, dove restò per un anno. Nel 1994 fece ritorno a Carrara come direttore tecnico. Successivamente collezionò brevi esperienze sulle panchine di Avellino, Siena e Alessandria. Il 16 febbraio 1999 venne chiamato dall'Empoli in Serie A, non riuscendo ad evitare la retrocessione. In seguito allenò Lucchese, Treviso e Massese.
Nel 2006 tornò in panchina alla Carrarese, dove restò fino al 2007. Nella stagione 2008-2009 allenò il Prato, piazzandosi quinto in classifica e qualificando la squadra ai play-off, persi in finale contro il Giulianova. Nell'agosto 2009 si dimise a causa di alcune divergenze con la società.
Dopo essere rimasto fermo 4 anni, tornò ad allenare nella stagione 2012-2013, accettando l'offerta del Gavorrano (militante nel girone B della Lega Pro Seconda Divisione) e subentrando all'esonerato Renato Buso. Il Gavorrano chiuse il campionato al 15º posto, venendo però sconfitto dal Rimini nella finale play-out e, di conseguenza, retrocedendo.

## Statistiche
In grassetto le competizioni vinte.
| Stagione            | Squadra          | Campionato       | Campionato | Campionato | Campionato | Campionato | Coppe nazionali | Coppe nazionali | Coppe nazionali | Coppe nazionali | Coppe nazionali | Coppe continentali | Coppe continentali | Coppe continentali | Coppe continentali | Coppe continentali | Altre coppe | Altre coppe | Altre coppe | Altre coppe | Altre coppe | Totale | Totale | Totale | Totale | % Vittorie | Piazzamento      |
| Stagione            | Squadra          | Comp             | G          | V          | N          | P          | Comp            | G               | V               | N               | P               | Comp               | G                  | V                  | N                  | P                  | Comp        | G           | V           | N           | P           | G      | V      | N      | P      | %          | Piazzamento      |
| ------------------- | ---------------- | ---------------- | ---------- | ---------- | ---------- | ---------- | --------------- | --------------- | --------------- | --------------- | --------------- | ------------------ | ------------------ | ------------------ | ------------------ | ------------------ | ----------- | ----------- | ----------- | ----------- | ----------- | ------ | ------ | ------ | ------ | ---------- | ---------------- |
| 1966-1967           | Sarzanese        | D                | 34         | 10         | 16         | 8          | -               | -               | -               | -               | -               | -                  | -                  | -                  | -                  | -                  | -           | -           | -           | -           | -           | 34     | 10     | 16     | 8      | 29,41      | 9°               |
| 1967-1968           | Sarzanese        | D                | 34         | 14         | 10         | 10         | -               | -               | -               | -               | -               | -                  | -                  | -                  | -                  | -                  | -           | -           | -           | -           | -           | 34     | 14     | 10     | 10     | 41,18      | 6°               |
| 1968-1969           | Sarzanese        | D                | 34+1       | 16         | 14         | 4+1        | -               | -               | -               | -               | -               | -                  | -                  | -                  | -                  | -                  | -           | -           | -           | -           | -           | 35     | 16     | 14     | 5      | 45,71      | 2°               |
| Totale Sarzanese    | Totale Sarzanese | Totale Sarzanese | 102+1      | 40         | 40         | 22+1       |                 | -               | -               | -               | -               |                    | -                  | -                  | -                  | -                  |             | -           | -           | -           | -           | 103    | 40     | 40     | 23     | 38,83      |                  |
| 1969-1970           | Carrarese        | D                | ?          | ?          | ?          | ?          | -               | -               | -               | -               | -               | -                  | -                  | -                  | -                  | -                  | -           | -           | -           | -           | -           | 0      | 0      | 0      | 0      | —          | 2°               |
| 1972-1973           | Camaiore         | D                | 34         | 11         | 10         | 13         | -               | -               | -               | -               | -               | -                  | -                  | -                  | -                  | -                  | -           | -           | -           | -           | -           | 34     | 11     | 10     | 13     | 32,35      | 10°              |
| 1973-1974           | Camaiore         | D                | 34         | 12         | 10         | 12         | -               | -               | -               | -               | -               | -                  | -                  | -                  | -                  | -                  | -           | -           | -           | -           | -           | 34     | 12     | 10     | 12     | 35,29      | 9°               |
| Totale Camaiore     | Totale Camaiore  | Totale Camaiore  | 68         | 23         | 20         | 25         |                 | -               | -               | -               | -               |                    | -                  | -                  | -                  | -                  |             | -           | -           | -           | -           | 68     | 23     | 20     | 25     | 33,82      |                  |
| ago.-ott. 1974      | Massese          | C                | 7          | 1          | 4          | 2          | CI-S            | 5               | 3               | 2               | 0               | -                  | -                  | -                  | -                  | -                  | -           | -           | -           | -           | -           | 12     | 4      | 6      | 2      | 33,33      | Eson.            |
| 1975-1976           | Carrarese        | D                | 34         | 11         | 18         | 5          | -               | -               | -               | -               | -               | -                  | -                  | -                  | -                  | -                  | -           | -           | -           | -           | -           | 34     | 11     | 18     | 5      | 32,35      | 2°               |
| 1976-1977           | Carrarese        | D                | 34         | 11         | 11         | 12         | -               | -               | -               | -               | -               | -                  | -                  | -                  | -                  | -                  | -           | -           | -           | -           | -           | 34     | 11     | 11     | 12     | 32,35      | 12°              |
| 1977-1978           | Carrarese        | D                | 34         | 20         | 10         | 4          | -               | -               | -               | -               | -               | -                  | -                  | -                  | -                  | -                  | -           | -           | -           | -           | -           | 34     | 20     | 10     | 4      | 58,82      | 1° (prom.)       |
| 1978-1979           | Carrarese        | C2               | 34+6       | 15+2       | 11+2       | 8+2        | CI-S            | 6               | 3               | 2               | 1               | -                  | -                  | -                  | -                  | -                  | -           | -           | -           | -           | -           | 46     | 20     | 15     | 11     | 43,48      | 4°               |
| 1979-mar. 1980      | Udinese          | A                | 22         | 2          | 11         | 9          | CI              | 4               | 3               | 1               | 0               | -                  | -                  | -                  | -                  | -                  | CM          | 4           | 1           | 2           | 1           | 30     | 6      | 14     | 10     | 20,00      | Eson.            |
| 1980-1981           | Carrarese        | C2               | 34         | 18         | 11         | 5          | CI-S            | ?               | ?               | ?               | ?               | -                  | -                  | -                  | -                  | -                  | -           | -           | -           | -           | -           | 34     | 18     | 11     | 5      | 52,94      | 3°               |
| 1981-1982           | Carrarese        | C2               | 34         | 20         | 10         | 4          | CI-C            | 6               | 5               | 0               | 1               | -                  | -                  | -                  | -                  | -                  | -           | -           | -           | -           | -           | 40     | 25     | 10     | 5      | 62,50      | 1° (prom.)       |
| 1982-1983           | Carrarese        | C1               | 34         | 13         | 14         | 7          | CI-C            | 16              | 11              | 4               | 1               | -                  | -                  | -                  | -                  | -                  | -           | -           | -           | -           | -           | 50     | 24     | 18     | 8      | 48,00      | 3°               |
| 1983-apr. 1984      | Brescia          | C1               | 27         | 9          | 14         | 4          | CI-C            | 8               | 5               | 2               | 1               | -                  | -                  | -                  | -                  | -                  | -           | -           | -           | -           | -           | 35     | 14     | 16     | 5      | 40,00      | Eson.            |
| dic. 1984-1985      | Carrarese        | C1               | 23         | 6          | 8          | 9          | CI+CI-C         | 0+10            | 0+6             | 0+2             | 0+2             | -                  | -                  | -                  | -                  | -                  | -           | -           | -           | -           | -           | 33     | 12     | 10     | 11     | 36,36      | Sub. 13°         |
| 1985-gen. 1986      | Carrarese        | C1               | 16         | 5          | 4          | 7          | CI-C            | 6               | 3               | 1               | 2               | -                  | -                  | -                  | -                  | -                  | -           | -           | -           | -           | -           | 30     | 14     | 11     | 5      | 46,67      | 10°              |
| 1986-1987           | Prato            | C1               | 34         | 8          | 17         | 9          | CI-C            | ?               | ?               | ?               | ?               | -                  | -                  | -                  | -                  | -                  | -           | -           | -           | -           | -           | 34     | 8      | 17     | 9      | 23,53      | 9°               |
| ott. 1987-1988      | Carrarese        | C2               | 30         | 14         | 11         | 5          | CI-C            | 0               | 0               | 0               | 0               | -                  | -                  | -                  | -                  | -                  | -           | -           | -           | -           | -           | 30     | 14     | 11     | 5      | 46,67      | Sub. 1° (prom.)  |
| 1988-1989           | Lucchese         | C1               | 34         | 12         | 13         | 9          | CI-C            | 6               | 3               | 1               | 2               | -                  | -                  | -                  | -                  | -                  | -           | -           | -           | -           | -           | 40     | 15     | 14     | 11     | 37,50      | 6°               |
| 1989-1990           | Lucchese         | C1               | 34         | 15         | 17         | 2          | CI-C            | 10+             | 6+              | 3+              | 1+              | -                  | -                  | -                  | -                  | -                  | -           | -           | -           | -           | -           | 44     | 21     | 20     | 3      | 47,73      | 2° (prom.)       |
| 1990-1991           | Lucchese         | B                | 38         | 10         | 20         | 8          | CI              | 2               | 1               | 0               | 1               | -                  | -                  | -                  | -                  | -                  | -           | -           | -           | -           | -           | 40     | 11     | 20     | 9      | 27,50      | 6°               |
| 1991-gen. 1992      | Inter            | A                | 17         | 6          | 8          | 3          | CI              | 4               | 2               | 2               | 0               | CU                 | 2                  | 0                  | 1                  | 1                  | -           | -           | -           | -           | -           | 23     | 8      | 11     | 4      | 34,78      | Eson.            |
| 1992-gen. 1993      | Lucchese         | B                | 20         | 2          | 10         | 8          | CI              | 1               | 0               | 0               | 1               | -                  | -                  | -                  | -                  | -                  | CAI         | 4           | 1           | 1           | 2           | 25     | 3      | 11     | 11     | 12,00      | Eson.            |
| set. 1995-gen. 1996 | Avellino         | B                | 15         | 4          | 4          | 7          | CI              | 0               | 0               | 0               | 0               | -                  | -                  | -                  | -                  | -                  | -           | -           | -           | -           | -           | 15     | 4      | 4      | 7      | 26,67      | Sub., Eson.      |
| 1996-gen. 1997      | Siena            | C1               | 16         | 5          | 6          | 5          | CI-C            | 2               | 0               | 1               | 1               | -                  | -                  | -                  | -                  | -                  | -           | -           | -           | -           | -           | 18     | 5      | 7      | 6      | 27,78      | Eson.            |
| ott. 1997-1998      | Alessandria      | C1               | 27+2       | 6          | 14+1       | 7+1        | CI-C            | 6               | 1               | 4               | 1               | -                  | -                  | -                  | -                  | -                  | -           | -           | -           | -           | -           | 35     | 7      | 19     | 9      | 20,00      | Sub. 17° (retr.) |
| feb.-mag. 1999      | Empoli           | A                | 13         | 1          | 2          | 10         | CI              | 0               | 0               | 0               | 0               | -                  | -                  | -                  | -                  | -                  | -           | -           | -           | -           | -           | 13     | 1      | 2      | 10     | &7,69      | Sub. 18° (retr.) |
| ott. 1999-2000      | Lucchese         | C1               | 28         | 10         | 14         | 4          | CI+CI-C         | 0+2             | 0               | 0+1             | 0+1             | -                  | -                  | -                  | -                  | -                  | -           | -           | -           | -           | -           | 30     | 10     | 15     | 5      | 33,33      | Sub. 6°          |
| ago.-ott. 2000      | Lucchese         | C1               | 9          | 3          | 2          | 4          | CI-C            | 5               | 3               | 2               | 0               | -                  | -                  | -                  | -                  | -                  | -           | -           | -           | -           | -           | 14     | 6      | 4      | 4      | 42,86      | Eson.            |
| Totale Lucchese     | Totale Lucchese  | Totale Lucchese  | 163        | 52         | 76         | 35         |                 | 26+             | 13+             | 7+              | 6+              |                    | -                  | -                  | -                  | -                  |             | 4           | 1           | 1           | 2           | 193    | 66     | 84     | 43     | 34,20      |                  |
| mar.-giu. 2002      | Treviso          | C1               | 7+2        | 2          | 2          | 3+2        | CI+CI-C         | 0               | 0               | 0               | 0               | -                  | -                  | -                  | -                  | -                  | -           | -           | -           | -           | -           | 9      | 2      | 2      | 5      | 22,22      | Sub. 4°          |
| feb.-mar. 2003      | Massese          | D                | 3          | 0          | 1          | 2          | CI-D            | 0               | 0               | 0               | 0               | -                  | -                  | -                  | -                  | -                  | -           | -           | -           | -           | -           | 3      | 0      | 1      | 2      | &0,00      | Sub., Eson.      |
| Totale Massese      | Totale Massese   | Totale Massese   | 10         | 1          | 5          | 4          |                 | 5               | 3               | 2               | 0               |                    | -                  | -                  | -                  | -                  |             | -           | -           | -           | -           | 15     | 4      | 7      | 4      | 26,67      |                  |
| 2006-gen. 2007      | Carrarese        | C2               | 19         | 5          | 7          | 7          | CI-C            | 4               | 2               | 1               | 1               | -                  | -                  | -                  | -                  | -                  | -           | -           | -           | -           | -           | 23     | 7      | 8      | 8      | 30,43      | Eson.            |
| Totale Carrarese    | Totale Carrarese | Totale Carrarese | 326+6 +    | 138+2 +    | 115+2 +    | 73+2 +     |                 | 48+             | 30+             | 10+             | 8+              |                    | -                  | -                  | -                  | -                  |             | -           | -           | -           | -           | 380    | 170    | 127    | 83     | 44,74      |                  |
| 2008-2009           | Prato            | LP-2D            | 34+4       | 15+2       | 9          | 10+2       | CI-LP           | 4               | 1               | 2               | 1               | -                  | -                  | -                  | -                  | -                  | -           | -           | -           | -           | -           | 42     | 18     | 11     | 13     | 42,86      | 5°               |
| Totale Prato        | Totale Prato     | Totale Prato     | 68+4       | 23+2       | 26         | 19+2       |                 | 4+              | 1+              | 2+              | 1+              |                    | -                  | -                  | -                  | -                  |             | -           | -           | -           | -           | 76     | 26     | 28     | 22     | 34,21      |                  |
| apr.-giu. 2013      | Gavorrano        | LP-2D            | 4+2        | 2          | 0          | 2+2        | CI-LP           | 0               | 0               | 0               | 0               | -                  | -                  | -                  | -                  | -                  | -           | -           | -           | -           | -           | 6      | 2      | 0      | 4      | 33,33      | Sub. 15° (retr.) |
| Totale carriera     | Totale carriera  | Totale carriera  | 902+       | 318+       | 346+       | 238+       |                 | 107+            | 58+             | 31+             | 18+             |                    | 2                  | 0                  | 1                  | 1                  |             | 8           | 2           | 3           | 3           | 1019+  | 378+   | 381+   | 260+   | 37,09      |                  |

## Palmarès

### Giocatore

#### Competizioni regionali
- Prima Categoria: 1

Sarzanese: 1965-1966
- Seconda Categoria: 1

Sarzanese: 1962-1963

### Allenatore

#### Competizioni nazionali
- Serie D: 1

Carrarese: 1977-1978
- Serie C2: 2

Carrarese: 1981-1982, 1987-1988
- Coppa Italia Serie C: 2

Carrarese: 1982-1983
Lucchese: 1989-1990